# Mormonia abamita
Mormonia abamita là một loài bướm đêm trong họ Noctuidae.